# Krzywda (Miłkowa)
Krzywda (dawn. Świnia Krzywda) – część  wsi Miłkowa w Polsce, położona w województwie małopolskim, w powiecie nowosądeckim, w gminie Korzenna.
W latach 1975–1998 miejscowość administracyjnie należała do województwa nowosądeckiego.